# Marketing participatif
 (janvier 2011).
Si vous disposez d'ouvrages ou d'articles de référence ou si vous connaissez des sites web de qualité traitant du thème abordé ici, merci de compléter l'article en donnant les références utiles à sa vérifiabilité et en les liant à la section « Notes et références ».
Le marketing participatif (aussi appelé marketing collaboratif) peut se définir comme “un ensemble de techniques marketing visant à impliquer les consommateurs dans la définition et la diffusion de l’offre de l’entreprise”.
Voter pour un parfum de yaourt, proposer un nouveau visuel pour une carte bancaire, imaginer un nouveau logo, personnaliser un tee-shirt, émettre des suggestions en ligne pour améliorer un produit… sont diverses illustrations du marketing participatif et ont toutes pour point commun qui est l’intervention active, volontaire et facultative des consommateurs dans la stratégie marketing de l’entreprise. Le consommateur devient alors un acteur à part entière et, en collaborant avec la marque, va participer à la création de valeur. Il se distingue de “l’auto-production dirigée” qui elle fait référence à la participation du client dans le cadre d’une tâche à faible valeur ajoutée que l’entreprise a volontairement souhaitée externaliser (par exemple: construction d’un meuble en kit IKEA, achat de tickets de transport à des bornes automatiques ou encore le self-scanning).

## Principe

### Le marketing participatif et l’essor du web 2.0
Le marketing participatif existait bien avant l’éclosion et l’explosion d’Internet et pouvait prendre la forme de parrainages, de ventes en réunion ou de boîtes à idées par exemple. Cependant, l’essor du web 2.0 et des outils numériques de création, de publication, de communication, etc. a donné une nouvelle dimension au marketing participatif. 
Tout d’abord, grâce à l’apparition de nouveaux outils, les internautes peuvent désormais s’exprimer mais aussi et surtout créer et publier des contenus élaborés. Or, cela correspond aux conditions nécessaires pour mener des opérations de marketing participatif. Les marques peuvent désormais inciter les consommateurs à diffuser des idées, des messages publicitaires. Par ailleurs, étant donné que les internautes créent de plus en plus de contenu, tout en l’exposant publiquement, les marques ont tout intérêt à encourager ces personnes à produire du contenu en faveur de leur entreprise. Cette démarche doit être organisée et peut inclure une récompense, financière ou symbolique, pour l’internaute volontaire afin de stimuler sa production.
Le web 2.0 a aussi eu pour conséquence . Ils peuvent donner leur(s) avis au sujet des entreprises, et ce à plus ou moins grande échelle. Certaines entreprises font alors le choix d’accompagner cette démarche, en donnant la parole aux consommateurs dans une perspective constructive. Dans ce contexte, le marketing participatif permet de communiquer plus aisément avec les consommateurs, en usant un ton plus conversationnel et en créant une relation de proximité et de connivence.
De plus, des communautés en ligne sont aussi apparues et celles-ci se regroupent autour d’une passion commune qui peut se caractériser par un intérêt particulier pour une marque ou un produit. Ces individus sont ainsi facilement identifiables et représentent des contributeurs potentiels à des opérations marketing.
Si l’apparition du web 2.0 a permis le développement du marketing participatif, celui-ci ne se caractérise pas exclusivement par des actions, opérations et interactions menées seulement en ligne, bien au contraire.

### Comment mener une campagne de marketing participatif?
Pour construire une campagne de marketing participatif réussie, il est important de bien suivre les étapes ci-dessous avec cohérence. Tout au long du processus, l’entreprise devra gérer au mieux les relations avec les participants.
Fixer des objectifs
Dans le but de compléter des objectifs fixés au préalable par les entreprises, il est nécessaire d’impliquer les consommateurs dans le processus marketing. La première étape est donc d’établir des objectifs clairs et précis afin de construire une bonne campagne et de déterminer si le marketing participatif sera efficace ou non dans le cadre de sa stratégie marketing. Il peut être question d’objectifs de fidélisation, de collecte de points de vue, d’idées, d’avis, etc. Ainsi, l’entreprise va déterminer le moment auquel elle souhaite faire intervenir le consommateur (lors de la conception, de la communication ou de la vente par exemple) et le degré de participation qu’elle va lui attribuer (si on cherche à impliquer pleinement le consommateur ou si on va le solliciter seulement pour la définition de certains éléments). 
Déterminer les cibles
Le choix des cibles et le nombre de participants va découler des objectifs fixés. Il peut s’agir de clients lambda, de segments de population, le grand public, des catégories spécifiques (adhérents  au programme de fidélité, experts, membres d’une communauté…), etc. Ceux-ci pourront avoir un rôle de contributeur ou un rôle de votant. 
Déterminer la nature de la campagne
L’entreprise va devoir définir le caractère systématique ou partiel de l’application du marketing participatif. Dans la majorité des cas, le marketing participatif est utilisé en complément de la stratégie classique de la marque.Par ailleurs, il faut mesurer la comptabilité de l’opération avec la stratégie globale et la cible visée. Ainsi, la construction du thème et du scénario de la campagne seront des étapes primordiales puisque ce sont eux qui vont permettre d’attirer la cible et qui vont renforcer l’image de la marque. 
Choisir le nombre de gagnants et les récompenses
Il n’y a pas toujours de gagnants lors d’une opération de marketing participatif, mais s’il y en a, un seul participant est souvent annoncé comme le grand gagnant de la campagne (par exemple : celui qui aura proposé la meilleure vidéo pour un programme de communication). Cependant, cela n’empêche pas les marques de récompenser d’autres participants s’ils ont également proposé de bonnes solutions (avec des récompenses à valeurs dégressives). Quant aux récompenses, elles vont dépendre du type de cibles et de leurs motivations. Il peut s’agir d’offrir un produit de la marque (souvent celui qui était au centre de l’opération de marketing participatif), mais aussi de rétributions financières, des récompenses variées (participations à un salon, apparition du gagnant sur le site internet, etc.) ou même la diffusion ou commercialisation du contenu créé par le lauréat. 
Collecter, filtrer et sélectionner les propositions
Faire participer le consommateur peut présenter quelques risques ce qui ne facilite pas la sélection des propositions. En plus d’un nombre important de propositions reçues par l’entreprise, il peut y avoir des risques au niveau légal. En effet, il est possible que les participants ne fassent pas attention aux lois ou règles.Ainsi, pour filtrer, différentes solutions sont possibles :
- Laisser les consommateurs choisir la meilleure contribution, mais ce choix est le plus risqué car il demande un degré important de confiance.Avoir recours à des experts (solution la moins risquée), mais cela vient à l’encontre du principe-même du marketing participatif qui est d’impliquer le consommateur.
- Permettre aux consommateurs de faire un pré-sélection puis des experts feront la sélection finale.
- Faire une pré-sélection par un jury de la marque ou d’experts, puis laisser le choix final aux consommateurs. Cette option demande beaucoup de temps car elle impose à l’entreprise d’étudier l’ensemble des propositions.

Élaborer un calendrier de l’opération
Afin de ne pas proposer un délai trop court de l’opération qui ne permettrait pas de recueillir un nombre suffisant de participations, ou un délai trop long qui lasserait les consommateurs, il est important de bien calculer le temps que l’on accorde au programme. Il convenir d’un délai pour la phase de vote, puis pour la phase de sélection. Souvent, cela se fait se fait sur deux à trois mois. Cependant, si l’opération est simple, quelques semaines pourraient être envisageables. Ainsi, la marque va déterminer si l’action va avoir un caractère ponctuel, récurrent ou durable. 
Communiquer sur l’opération
Cette phase est très importante car c’est elle qui permet de faire connaître l’opération, la populariser et par conséquent attirer les contributeurs. Cela peut se faire grâce au relais des médias (internet, mailing, publicité sur le lieu de vente…), grâce au packaging, ou tout simplement en comptant sur l’efficacité du bouche-à-oreille. Le recours à une célébrité peut également être envisageable pour susciter un intérêt plus fort. 
Déterminer le budget à allouer
Pour déterminer le budget total de l’opération, il faut prendre en compte l’ensemble des coûts engendrés, à savoir : la conception des outils, les actions de communication, les coûts de main d’œuvre mobilisée pour l’opération, le montant des récompenses, parfois la rémunération d’un avocat pour gérer l’aspect légal, ou même l’organisation de la finale et le coût du bilan final, voire d’autres coûts suivant le type d’opération choisi. 
Établir le bilan final
Une fois l’opération terminée, l’entreprise va devoir analyser les résultats et l’accomplissement des objectifs, tout en mesurant les effets et proportions qu’elle a engendrés.

### De nombreux champs d’application
L’utilisation du marketing participatif peut être déclinée dans de nombreuses entreprises issues de secteurs divers. Bien que celui-ci ait été développé dans le domaine des offres proposant du contenu numérique, on le retrouve de plus en plus fréquemment dans diverses entreprises avec une activité industrielle ou de services.
En fonction du ou des choix des entreprises quant à leur démarche de mise en place d’une campagne de marketing participatif, les possibilités sont nombreuses. Pour gérer celles-ci, on peut distinguer les différentes étapes de la définition, de la diffusion et de l’évaluation de l’offre.
La conception, la sélection et l’amélioration des produits et services
À cette étape, la participation du consommateur peut prendre diverses formes:
- Le jury de consommateurs : les consommateurs sont sollicités pour sélectionner une option proposée par la marque. L’opération “on vote tous pour Danone” est un exemple de ce type de démarche.  Les consommateurs devaient choisir leur saveur préférée parmi deux ou trois choix.
- Le sur-mesure et la customisation de masse: dans le cadre de la customisation de masse, le consommateur est amené à modifier certains éléments d’un produit à partir de différents choix prédéfinis par la marque. On peut ici citer l’exemple de “Build-A-Bear Workshop”, où les clients peuvent créer leur peluche en choisissant un modèle parmi 25 et en y ajoutant un son, en le remplissant de peluches, en le personnalisant. En ce qui concerne le sur-mesure, les produits sont adaptés aux caractéristiques propres des individus.

- Les concours d’innovation sans intermédiation: l’entreprise fait appel aux consommateurs, afin que ceux-ci imaginent, dans un cadre préétabli par la marque, un produit qui sera ensuite produit par l’entreprise. On peut parler de crowdsourcing.
- Les concours d’innovation via des places de marché: par cette démarche, l’objectif est de s’appuyer sur des opérateurs dont la vocation est de jouer un rôle d’intermédiaire entre des marques à la recherche d’idées innovantes et des internautes experts rassemblés dans un vivier virtuel. On retrouve donc à la fois de l’intermédiation et du crowdsourcing. Les marques qui ont recours à cette méthode se caractérisent bien souvent par la stagnation des budgets consacrés à la recherche et développement.
- L’enrichissement de contenu: le but recherché est d’enrichir et de compléter le contenu déjà proposé et le contenu va être un élément directement constitutif de l’offre. À titre d’exemple, on peut citer la pratique consistant à stimuler et publier les opinions des consommateurs sur les produits, services et contenus.
- Les plateformes collaboratives: cette démarche se caractérise par l’utilisation d’outils permettant de susciter les avis et les suggestions d’idées créatives des internautes. Cela se rapproche du concept de boîte à idées. Les idées sont commentées, évaluées, enrichies dans un processus itératif et interactif le but étant la mise en application des idées/suggestions dans l’entreprise.
- Les tests participatifs de concepts et de produits nouveaux: l’idée est de créer et développer des panels participatifs/des communautés de recherche où les répondants, les chercheurs et les clients jouent tous un rôle actif afin que les données issues de leurs échanges puissent être semblables à celles qui pourraient résulter d’un questionnaire. Cette démarche peut alors être traduite par la mise en place de clients pilotes ou de forums qualitatifs en ligne par exemple.

La fixation des prix
On distingue trois mécanismes de prix participatifs qui sont les suivants:
- Les systèmes d’enchères: avec l’explosion d’internet, les enchères ont été perçus comme novateurs car ils pouvaient permettre de mettre en avant des produits dont la valeur est faible.
- Le modèle du Name Your Own Price (NYOP): le consommateur va fixer un prix souhaité auprès d’un intermédiaire pour un produit ou service donné. Si ce prix est supérieur ou égal au prix d’acceptation d’au moins une entreprise, en collaboration avec l’intermédiaire, le consommateur pourra obtenir ce qu’il souhaite. L’exemple le plus parlant est celui des agences de voyages.
- Le modèle du Pay What You Want (PWYW): la fixation du prix dépend entièrement du client.

La communication
C’est au niveau de la communication que l’on retrouve le plus d’opérations de marketing participatif, et celles-ci peuvent prendre différentes formes:
- Les jurys de consommateurs: les consommateurs vont avoir un rôle de jurés et vont devoir départager des projets de la marque. Par exemple, en 2008, Nespresso a soumis deux spots publicitaires aux membres de son club afin que ceux-ci choisissent celui qui serait diffusé ensuite.
- Les castings participatifs: ce sont des concours ayant pour but d’intégrer le ou les gagnants dans la communication de la marque (affiche, spot TV…).
- Les concours de création publicitaire sans intermédiation (ou publicité générée par l’utilisateur): la marque lance un appel à création sous la forme d’un concours, avec un nombre de participants limité. Les participants peuvent avoir carte blanche, avoir quelques indications ou souhaits d’orientations ou avoir des directives précises.
- Les concours de création publicitaire via les plateformes créatives: Le principe est presque semblable au concours de création publicitaire mais on ajoute ici un intermédiaire, une structure spécialisée, qui va gérer la mise en relation des créatifs et de la marque.

La communication relayée
La communication relayée repose sur une réelle collaboration entre la marque et le consommateur dont la capacité d’influence va être stimulée. On va chercher à:
- Détecter les influenceurs plus aisément grâce à internet: la marque va chercher à identifier des influenceurs notamment via les réseaux sociaux et les contenus publiés.
- Influencer la communication interpersonnelle via les réseaux sociaux: des dispositifs pour aider les marques à identifier les internautes avec du potentiel ont été mis en place par des réseaux sociaux. À la suite de l’identification des individus, des bannières publicitaires peuvent donc être stratégiquement intégrées par exemple.
- [3]: on considère les blogs comme les “nouveaux faiseurs d’opinions”. Les blogueurs sont donc très sollicités pour tester des produits, parler de la marque en vue d’atteindre ensuite les consommateurs finaux.
- Créer une communauté d’influenceurs: il s’agit de la création et la gestion, par la marque, d’une communauté d’influenceurs qui sont des consommateurs.

La vente
Pour la vente, il est question d’opérations commerciales menées directement par des particuliers pour les marques. 
- Les ventes en réunion: des réunions sont organisées aux domiciles de particuliers pour présenter une gamme de produits. La réunion prend souvent la forme d’un atelier et les participants ont la possibilité de tester les produits.
- Le parrainage commercial: Ce système consiste à encourager un client, le parrain, à recommander à une personne qu’il connaît, le filleul, l’adhésion et/ou l’acquisition d’un produit ou service. Cette pratique est stimulée par la récompense offerte aux concernés.
- L’affiliation commerciale: le principe de ce système est qu’un site va confier la charge de promouvoir son offre à des tiers présents en ligne, les affiliés, grâce à des liens renvoyant vers son site. Les particuliers affiliés agissent alors comme des revendeurs par le biais de leurs blogs, pages personnelles sur les réseaux sociaux, voire d’emails.

L’après vente et la gestion de la relation clientèle
À partir du moment où l’entreprise peut s’en remettre à une communauté d’utilisateurs suffisamment fiable et experte, tout ce qui concerne le service après vente peut être facilité et la gestion de la clientèle allégée. C’est pourquoi les marques ont tout intérêt à soutenir, encourager ou bien créer elles-mêmes une communauté pour stimuler la proximité, l’interaction et la solidarité, notamment autour de ses produits.

## Les formes de comportements du consommateur dans la participation
On distingue deux types de comportements participatifs du consommateur dans le processus marketing collaboratif de l’entreprise. 
Tout d’abord on peut retrouver “le client assistant marketing opérationnel”. Le consommateur va être motivé par le plaisir et la satisfaction et être volontaire pour aider l’entreprise dans sa démarche. En effet, il va participer à des tests, à des jurys, à la fixation des prix, à la construction du produit, etc. Il en retire de la satisfaction puisque le produit final devrait être mieux adapté à ses attentes, il va se sentir utile pour l’entreprise et être mieux informé sur le bien ou le service.
Pour finir, on assiste à une dernière forme de comportement : “le client apporteur de solutions”. Comme dans la situation ci-dessous, le client va devoir réunir des compétences importantes puisqu’il va “co-produire” le bien ou service. Il va mettre à sa capacité à innover, créer, aider, et son expertise à disposition de l’entreprise. Cela va lui procurer une forte satisfaction et plaisir à participer, et va parfois bénéficier d’une reconnaissance symbolique de la part de l’entreprise.
Ces différentes formes de participation du consommateur permettent de faire évoluer l’offre du marché, de sorte qu’elle soit mieux adaptée aux attentes et besoins des clients. Elles procurent un gain de temps, d’argent, voire du plaisir pour le consommateur mais aussi une réduction des coûts, une externalisation de services, et de nouvelles sources pour développer les produits pour l’entreprise.

## Les avantages

### Pour les entreprises
Les avantages du marketing participatif pour les entreprises sont multiples et variés. 
Tout d’abord, c’est une technique accessible par toutes les entreprises, quelle que soit leur taille. Selon l’objectif il peut être facilement mis en place grâce à l’utilisation des réseaux sociaux qui permettent de demander directement l’avis des clients par les fonctions “j’aime” ou de le faire participer par les tweets et publications. Il permet par ailleurs de générer du trafic sur son site internet et compléter sa base de données. Par exemple lorsqu’une entreprise demande de voter pour un produit, les participants se rendent sur le site internet et parfois doivent s’inscrire pour le faire ce qui alimente la base de données. 
Impliquer les clients dans le processus d’innovation et d’amélioration des produits représente également un gain de temps pour les entreprises, notamment dans la recherche de nouvelles idées, dans les enquêtes auprès des consommateurs pour connaître leur souhait. Dans le même temps l’entreprise profite du savoir-faire du consommateur à moindre coût. Ce savoir-faire sert à innover, trouver de nouveaux produits, services mais également à améliorer la qualité des services ou produits de la marque et de mieux correspondre aux attentes des consommateurs. Ainsi, l’entreprise limite les risques d’échecs dans le lancement de nouveaux produits ou de devoir retirer des produits de la vente. 
En faisant participer le consommateur à la stratégie et au développement de la marque et des produits l’entreprise crée un attachement à l’enseigne. Le consommateur se sent plus proche et sera donc potentiellement plus fidèle et le fera savoir à son entourage qui sera influencé. Le client devient un ambassadeur pour la marque.Enfin, cela permet à l’entreprise de se différencier de ses concurrents, en véhiculant des valeurs sociales, d’échange et de transparence. Cette différenciation se fait à moindre coût puisque la participation du consommateur est souvent apportée gratuitement, ou nécessite une petite récompense pour le gagnant.

### Pour les consommateurs
Pour les consommateurs les avantages du marketing participatif sont aussi très divers et varient selon les motivations. 
S’exprimer
Le marketing participatif permet pour d’autres types de consommateurs d’exprimer leur créativité. Lorsqu’une entreprise propose à ses clients de participer, cela lui permet de donner ses idées, de participer à l’amélioration du produit ou l’élaboration d’un nouveau produit. C’est un peu comme une fierté personnelle de participer à la stratégie de l’entreprise en donnant ses idées. Cette action est seulement motivée par la volonté de donner ses idées et non financière. 
La rétribution
Mais toutes les actions de marketing participatif ne reposent pas sur le partage de savoir. Certaines actions permet de recevoir des produits en échange de la participation ou même une rétribution financière.
L’adéquation
De plus, plus globalement, participer à l’amélioration d’un produit permet aux consommateurs de bénéficier d’un produit plus adapté à ses attentes ou plus performant.
L’échange
Enfin, ces participations apportent un lien avec l’entreprise, le consommateur a le sentiment d’échanger avec l’entreprise et que son avis compte, plus que par l’envoi d’un simple mail par exemple.

## Les limites

### Au niveau éthique
La principale limite du marketing participatif est en lien avec l’utilisation faite par les managers. Utiliseront-ils cette technique pour prendre les idées des consommateurs gratuitement et ne plus développer eux-mêmes les produits ?  C’est pourquoi il faut également se poser la question de la pertinence du marketing participatif dans sa stratégie et de la place que l’on veut donner au client. En effet, une utilisation ponctuelle du marketing participatif montre un intérêt fort pour le client en souhaitant lui proposer des produits toujours plus adaptés à ses attentes. Cependant, une utilisation trop récurrente, voire abusive, ferait passer le client à un statut de collaborateur non officiel. 
Cela pose également la question du droit de la propriété intellectuelle français. Les participants cèdent sans consentement ni, certainement, s’en rendre compte leur création à l’entreprise, parfois sans contrepartie. Le créateur n’a aucun droit sur son idée, son innovation, sa production. N’étant pas salarié ou sous contrat avec l’entreprise il y a également un risque de fuite vers la concurrence, et si l’opération est publique de copie.  

### La gestion de la participation
En ce qui concerne la participation, il faut savoir que, si pour des actions simples comme voter pour un produit ou partager une information beaucoup de personnes apportent leur contribution, très peu le font lorsqu’il s’agit de créer, un produit ou une vidéo par exemple. 
Pour l’intégration des informations collectées dans la stratégie de l’entreprise il est indispensable de mener une analyse fine de chaque proposition pour en déterminer la pertinence. 
Pour un bon marketing participatif il faut également bien cibler le type de clients de l’entreprise, car selon les motivations de chacun ou les ressources à mobiliser, on ne peut pas demander les mêmes informations ou actions. Par exemple, un client qui participe pour partager ses idées, et non pour bénéficier d’une contrepartie, qui lui sera tout de même offerte, sera réticent ou ne participera pas.  
De plus, pour une meilleure qualité des retours lors d’une démarche d’amélioration produit, l’entreprise doit s’assurer que les participants sont des clients ou utilisateur/consommateur du produit.  
En ce qui concerne les récompenses, il n’y en a pas pour chaque participant même s’ils ont travaillé dur et proposé de bonnes idées. Les récompenses ne sont également pas à la hauteur du travail fourni par les gagnants ni des sommes que l’entreprise aurait dépensées pour développer ces idées en interne ou par des partenaires. Un intéressement aux ventes pourraient par exemple est mis en place pour les innovateurs. 

### Les canaux de participation
Les entreprises doivent aussi faire attention aux choix de ses relais parmi les consommateurs, de peur de voir l’action se retourner contre elles. À titre d’exemple, Chevrolet proposait de créer sa publicité pour le lancement d’un nouveau 4x4 et a dû faire face à un effet inverse à celui désiré avec un détournement de la démarche par des vidéos dénonçant la pollution de ses véhicules. 
L’utilisation des réseaux sociaux permet de partager massivement la démarche mais peut également devenir incontrôlable, comme Hasbro qui proposait de donner de nouveaux noms aux rues du Monopoly et s’est retrouvé avec une très forte demande pour “Montcuq”. La marque n’a pas suivi le vote prétextant le côté familial du jeu, ce qui s’est répercuté sur son image. Cela montre aussi que les participants n’ont pas les compétences requises pour faire des choix stratégiques, les réponses ne sont pas de qualité mais également que les participants peuvent donc compromettre les résultats pour diverses raisons, comme ici l’humour.
Dans le cadre de marketing participatif public, les résultats sont visibles par tous (sur Facebook par exemple) et il faut donc prendre les votes et résultats tels qu’ils sont, sous peine de conséquences sur les ventes, sur l’image de l’entreprise, etc. 

### La sollicitation
De plus, une utilisation trop massive du marketing participatif pourrait lasser le consommateur qui n’aura plus d’envie de participer car cette sollicitation sera trop forte, à l’image des newsletters devenues trop présentes.